# Samuel Berger (boxe anglaise)
Pour les articles homonymes, voir Berger (homonymie).

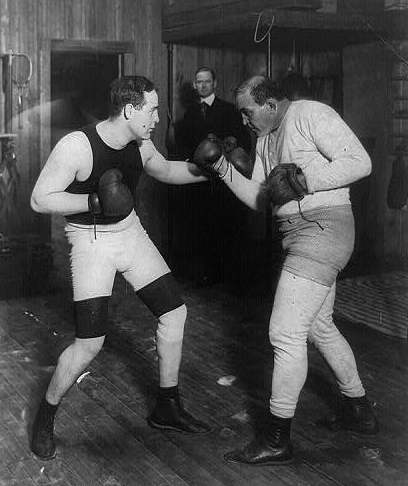

Samuel Berger est un boxeur amateur américain né le 25 décembre 1884 à Chicago (Illinois), et mort le 23 février 1925 à San Francisco (Californie).

## Carrière
Après avoir dominé aux points William Michaels en demi-finale, il remporte la médaille d'or aux Jeux olympiques d'été de 1904 à Saint-Louis dans la catégorie poids lourds aux dépens de Charles Mayer.

## Palmarès

### Jeux olympiques
- Jeux olympiques de 1904 à Saint-Louis (poids lourds)

## Référence
1. ↑  (en) Résultats des Jeux olympiques 1904 (amateur-boxing.strefa.pl)